# Barbadische Badmintonmeisterschaft 2019
Die Barbadische Badmintonmeisterschaft 2019 fand vom 29. März bis zum 1. April 2019 in Bridgetown statt.

## Medaillengewinner
| Disziplin    | Gold                                    | Silber                             | Bronze                                       |
| ------------ | --------------------------------------- | ---------------------------------- | -------------------------------------------- |
| Herreneinzel | Andre Padmore                           | Gavin Roger Robinson               | Damien Ricardo Howell                        |
| Herreneinzel | Andre Padmore                           | Gavin Roger Robinson               | Kennie Maarten King                          |
| Dameneinzel  | Tamisha Williams                        | Monyata Amanda Riviera             | Robyn R. E. Sobers                           |
| Dameneinzel  | Tamisha Williams                        | Monyata Amanda Riviera             | Sabrina Scott                                |
| Herrendoppel | Cory Fanus Bradley Michael St. Pilgrim  | Gavin Roger Robinson Dakeil Thorpe | Duane Roger Carrington Richard Demar Gittens |
| Herrendoppel | Cory Fanus Bradley Michael St. Pilgrim  | Gavin Roger Robinson Dakeil Thorpe | Jade Browne Andre Padmore                    |
| Damendoppel  | Monyata Amanda Riviera Tamisha Williams | Dionne Haynes Sabrina Scott        | Caroline Vaughn Shakeira Waithe              |
| Damendoppel  | Monyata Amanda Riviera Tamisha Williams | Dionne Haynes Sabrina Scott        | Mikeila Carrington Anne-Marie Goddard        |
| Mixed        | Dakeil Thorpe Tamisha Williams          | Cory Fanus Monyata Amanda Riviera  | Andre Padmore Dionne Haynes                  |
| Mixed        | Dakeil Thorpe Tamisha Williams          | Cory Fanus Monyata Amanda Riviera  | Gavin Roger Robinson Sabrina Scott           |